# Natasja's dans
Natasja's dans (volledige titel: Natasja's dans; een culturele geschiedenis van Rusland) is een boek uit 2002 van de Engelse historicus Orlando Figes.
Natasja's dans is een monumentale cultuurgeschiedenis van Rusland vanaf circa 1770 tot circa 1970, waarbij vooral literatuur en muziek en in iets mindere mate schilderkunst en beeldende kunst aandacht krijgen. De titel, ontleend aan een scène in Tolstojs Oorlog en vrede, is een soort zinnebeeld voor 'de ziel en identiteit van het Russische volk'; Figes tracht die in het boek te definiëren als een mengeling van de Europese elitecultuur (Sint-Petersburg) en de meer Oosters gewortelde boerencultuur (Moskou), alsook de voortdurende spanning tussen beide. Figes probeert ook te verklaren waarom literatuur en andere kunstvormen altijd zo'n belangrijke rol hebben gespeeld in het leven van de Russen; hij ziet met name oorzaken in het altijd ontbroken hebben van (democratische) vrijheidsbeginselen, waardoor kunst telkens de rol kreeg toebedeeld om uitdrukking te geven aan wat er werkelijk onder het Russische volk leefde.
Aan de hand van de geschiedenissen van de adellijke families Sjeremetev en Volkonski wordt eerst ingegaan op het tsarisme, de Peterburgse aristocratie, de lijfeigenschap en de positie van de vrouw. Vervolgens worden grote figuren (van Poesjkin tot Nabokov en van Moessorgski tot Stravinski) zodanig in hun historische context behandeld dat zij voor de lezer gaan leven, mede ook door de grote hoeveelheid anekdotisch materiaal. Figes geeft de meeste aandacht aan de grote Russische schrijvers maar ook Kandinsky, Eisenstein en Sjostakovitsj komen aan bod. Oogmerk van de auteur is geen volledigheid maar een vooral een diepergaande mentaliteitsgeschiedenis.